# ابول بی‌لی
ابول بی‌لی (به لاتین: Abulbəyli) یک منطقه مسکونی در جمهوری آذربایجان است که در شهرستان تووز واقع شده است. ابول بی‌لی ۵۹۳۶ نفر جمعیت دارد.